# USS North Dakota (BB-29)
El USS North Dakota (BB-29) fue un acorazado tipo dreadnought de la Armada de los Estados Unidos, segundo miembro de la clase Delaware, y hermano del Delaware. Su quilla fue colocada en el astillero Fore River Shipyard en diciembre de 1907, fue botado en noviembre de 1908 y puesto en servicio con la armada en abril de 1910. Estaba armado con una batería principal de diez cañones de 305 mm, y era capaz de alcanzar una velocidad de 21 nudos (39 km/h). Fue la primera embarcación de la armada en llevar ese nombre. 
Tuvo una carrera tranquila; participó en la ocupación estadounidense de Veracruz en 1914, pero no vio acción. Después de que Estados Unidos entrara a la Primera Guerra Mundial en abril de 1917, el North Dakota permaneció en los Estados Unidos entrenando tripulaciones para la flota en rápida expansión, y por tanto no participó en combate. Permaneció en servicio activo a inicios de la década de 1920, hasta que fue dado de baja bajo los términos del tratado naval de Washington, en noviembre  de 1923, y fue convertido en un barco objetivo radiocontrolado. Sirvió así hasta 1930, cuando fue reemplazado por el Utah. En 1931, fue vendido como chatarra y desguazado. 

## Diseño

Planos del North Dakota

Los dos acorazados de la clase Delaware fueron ordenados en respuesta al acorazado británico HMS Dreadnought, el primero con grandes cañones en entrar en servicio. Los dreadnoughts anteriores estadounidenses, los clase South Carolina, habían sido diseñados antes de que los detalles del HMS Dreadnought fueran conocidos. La armada decidió que otro par de acorazados debían ser construidos para contrarrestar la superioridad percibida del Dreadnought sobre los South Carolina, y así el contraalmirante Washington Capps preparó el diseño para un navío con una batería principal de torretas para enfrentar a los diez cañones del Dreadnought. Pero a diferencia de este último, los diez cañones del North Dakota, podían disparar por el costado. Al momento de su construcción, fue el más grande y poderoso acorazado que estaba siendo construido en el mundo.
El North Dakota tenía una eslora de 158 m, una manga de 26 m, y un calado de 8 m. Tenía un desplazamiento estándar de 20 380 toneladas largas, y de 22 400 a máxima capacidad. Era impulsado por turbinas de vapor Curtis de dos ejes con una potencia de 25 000 caballos de fuerza (18 642 kW). El vapor era generado por catorce calderas Babcock & Wilcox de carbón que generaban una velocidad máxima de 12 nudos (22 km/h). Su proa era un ejemplo temprano de proa tipo bulbo. Tenía una tripulación de 933 oficiales y marinos.
Estaba armado con una batería principal de diez cañones calibre 305 mm/45 serie 5 en cuatro torretas dobles serie 7 en la línea central, dos de las cuales estaban colocadas en dos pares de súperfuego hacia adelante. Las otras tres torretas estaban colocadas detrás de la superestructura. La batería secundaria consistía en catorce cañones calibre 127 mm/50 serie 6 montados en pedestales series 9, y doce en casamatas a lo largo del casco. Como estándar en los buques capitales de ese periodo, contaba con dos tubos lanzatorpedos de 533 mm sumergidos a los costados del casco.
Su cinturón blindado era de 279 mm de grosor, mientras que la cubierta blindada tenía de 51 mm de grosor. Las torretas tenían costados de 305 mm de grosor, y la torre de mando tenía costados de 292 mm de grosor.

## Historial de servicio

### Primeros años

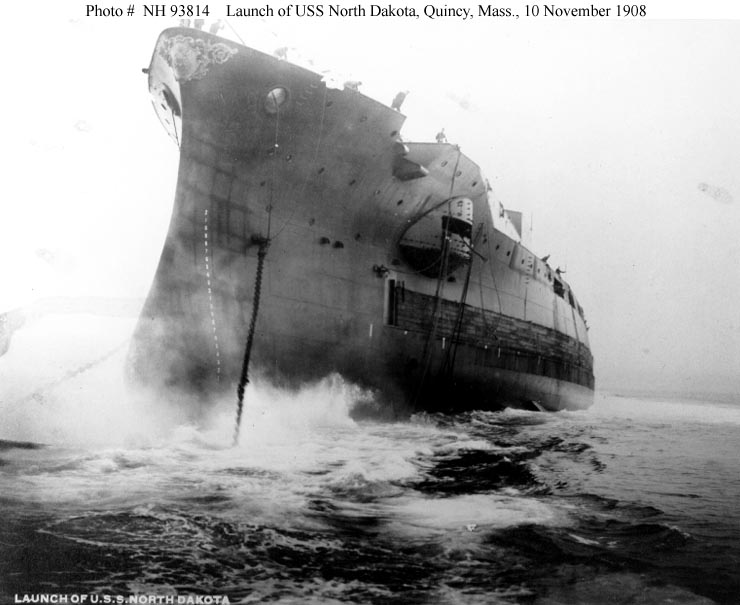
Botadura del North Dakota, 1908

La quilla del North Dakota fue colocada en el astillero Fore River Shipyard, en Quincy, Massachusetts, el 16 de diciembre de 1907, y fue botado el 10 de noviembre de 1908. Después de finalizado el trabajo de acondicionamiento, la embarcación fue puesta en servicio con la flota del Atlántico el 11 de abril de 1910. Participó en cruceros rutinarios de tiempos de paz, maniobras con la flota, y simulacros de artillería en el Atlántico y el Caribe. El 2 de noviembre de 1910, cruzó el Atlántico en un viaje de buena voluntad para visitar el Reino Unido y Francia. Continuó con maniobras en el Caribe durante la siguiente primavera. Realizó dos cruceros de entrenamiento para guardamarinas de la Academia Naval, los veranos de 1912 y 1913. En enero de 1913, se unió a la escolta del crucero acorazado HMS Natal, que transportaba los restos de Whitelaw Reid, embajador estadounidense para la Gran Bretaña.
Al estallar la guerra en Europa, en agosto de 1914, Estados Unidos permaneció neutral. Ese mismo año, la Armada de los Estados Unidos se mantuvo ocupada con los disturbios políticos en México durante la revolución. El North Dakota zarpó a Veracruz, a donde llegó el 26 de abril de 1914, cinco días después de que marinos estadounidenses tomaran la ciudad. Navegó en la costa este de México para proteger los intereses estadounidenses en la región hasta octubre, cuando regresó a Norfolk, Virginia, llegando ahí el 16 de octubre. A medida que se avecinaba la guerra, la flota del Atlántico comenzó un entrenamiento intensivo en preparación para una posible entrada estadounidense en el conflicto.

### Primera Guerra Mundial

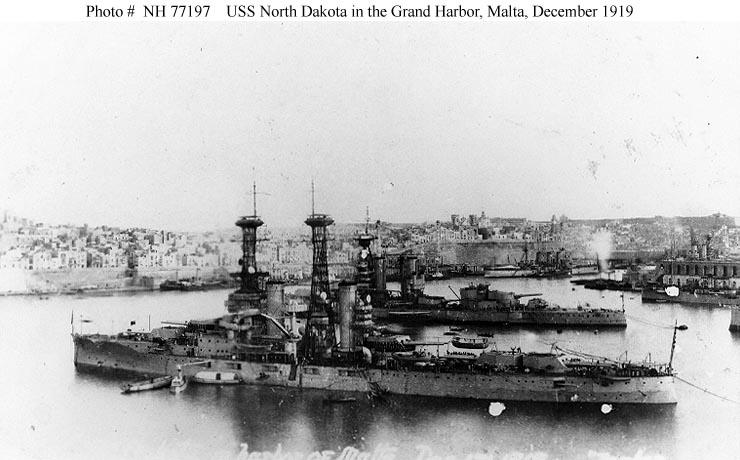
North Dakota en Malta, 1919

El North Dakota se encontraba realizando entrenamientos de artillería en la bahía de Chesapeake, cuando Estados Unidos le declaró la guerra a Alemania el 6 de abril de 1917. Contrario a su hermano Delaware, el North Dakota permaneció en Estados Unidos durante toda la guerra, y no tuvo acción. Tuvo su base en el río York, Virginia, y la ciudad de Nueva York, y se le ordenó el entrenamiento de artilleros y personal de sala de máquinas para la expansión en rápido crecimiento. El almirante Hugh Rodman solicitó que el North Dakota se quedara atrás porque no confiaba en la capacidad de sus motores. En 1917, sus motores fueron reemplazados por turbinas de vapor nuevas, además de que se le instaló equipamiento de control de disparo.
El 13 de noviembre de 1919, el North Dakota abandonó Norfolk, transportando los restos de Vincenzo Macchi di Cellere, embajador italiano para los Estados Unidos, que había fallecido el 20 de octubre en Washington, D. C.. La embarcación paró en Atenas, Constantinopla (actualmente Estambul), Valencia, y Gibraltar mientras cruzaba el mar Mediterráneo. Regresó después a los Estados Unidos, y participó en maniobras con la flota en el Caribe durante la primavera de 1920. En julio de 1921, estuvo presente durante las pruebas de bombardeo conjuntas de la Armada y la Marina, donde el ex acorazado alemán SMS Ostfriesland y el crucero SMS Frankfurt fueron hundidos en una demostración de poder aéreo. El North Dakota regresó a su rutina normal de tiempos de paz de ejercicios de entrenamiento, que incluyeron dos cruceros para guardamarinas los veranos de 1922 y 1923; este último hacia aguas europeas, donde visitó España, Escocia, y Escandinavia.
En los siguientes años después del final de la guerra, Estados Unidos, Reino Unido y Japón lanzaron enormes programas de construcción naval. Los tres países decidieron que no era aconsejable una nueva carrera armamentista naval, por lo que acordaron en la conferencia de Washington discutir limitaciones en el armamento, lo que derivó en el tratado naval de Washington, firmado en febrero de 1922. Bajo los términos del Artículo II del tratado, el North Dakota, junto con su embarcación hermana Delaware fueron desechados tan pronto como los nuevos acorazados Colorado y West Virginia, en ese momento en construcción, se unieron a la flota. El North Dakota fue dado de baja el 22 de noviembre de 1923 en Norfolk de acuerdo a los términos del tratado. Fue desarmado y reclasificado como embarcación «sin clasificación» el 29 de mayo de 1924, y posteriormente fue convertido en un barco objetivo radiocontrolado. Sus turbinas fueron removidas para ser usadas posteriormente por el acorazado Nevada, cuando fue modernizado en la década de 1930. Sirvió con este propósito hasta 1930, cuando fue reemplazado por el acorazado Utah. Fue retirado del registro naval de embarcaciones el 7 de enero de 1931 y fue vendido a la Union Shipbuilding Co. de Baltimore, el 16 de marzo de 1931 para su desguace.